# Franz Eulenburg
Franz Eulenburg, född 29 juni 1867, död 28 december 1943, var en tysk nationalekonom.
Eulenburg blev professor i Leipzig 1905, vid tekniska högskolan i Aachen 1917, i Kiel 1919 och från 1921 i Berlin. Eulenburg som framför allt sysslat med den utrikes handelns teori. Bland hans arbeten märks främst Zur Frage der Lohnermittlung (1899), Die Preissteigerung des letzten Jahrzehnts (1912) och Aussenhandel und Aussenhandelspolitik (1929).